# Godyris caesiopicta
Godyris caesiopicta är en fjärilsart som beskrevs av Friedrich Wilhelm Niepelt 1915. Godyris caesiopicta ingår i släktet Godyris och familjen praktfjärilar. Inga underarter finns listade i Catalogue of Life.